# Matti Konttinen
Matti Juhani Konttinen (* 8. Januar 1938 in Helsinki; † 30. Juli 2013 ebenda) war ein finnischer Jazzmusiker (Piano), Musikjournalist und Musikproduzent.

## Wirken
Konttinen erhielt Klavierunterricht bei Sergej Kulako, einem Schüler von Sergej Prokofjew. Dann begeisterte er sich für den Jazz und besuchte die Jazzschule Norssi, wo er mit Martti Innanen und Tuomas Kotovirra spielte. Professionelle Spielerfahrung sammelte er in den Ensembles von Ossi Mäkelä, Rolf Kronqvist, Wille Katz und Erkki Valaste. Konttinen studierte Wirtschafts- und Informationswissenschaften in Helsinki und Tampere bis zum Abschluss. Im Sommer 1965 machte er ein Praktikum bei Yleisradio und wurde daraufhin eingestellt. Als der erste auf Jazz spezialisierte Vollzeitjournalist entwickelte er dort die Berichterstattung für das Genre; zuvor gab es dort keine regelmäßigen Jazzsendungen.
Im Laufe der Jahrzehnte gestaltete Konttinen eine Vielzahl von Jazzsendungen für diese Anstalt; er war zudem an der Entwicklung von deren eigenen Jazzproduktionen beteiligt, sowohl im Studio als auch bei öffentlichen Konzerten. So begannen die finnischen Jazzgruppen mit der Aufzeichnung ihrer Musik im Rundfunk, so dass in dessen Archiv ein „Jazzgedächtnis der Nation“ entstand. Konttinen war für Rundfunkproduktionen zahlreicher Gruppen wie Finnish Big Band Jazz (No Comments!) oder des UMO Jazz Orchestra (Our Latin Friends) verantwortlich, die auch als Album veröffentlicht wurden. Weiterhin produzierte er Aufnahmen ausländischer Stars wie Sun Ra (Helsinki 1971) oder das Junko Onishi Trio (Play, Piano, Play). Als Moderator wurde er zur „Stimme des Jazz in Finnland“; auch international, etwa bei der Europäischen Rundfunkunion, verkörperte er die Aktivitäten der Rundfunkanstalt im Jazzbereich.
Als Pianist war Konttinen 1965 am Album The Modern Sound of Finland von Esa Pethman beteiligt; mit dessen Quintett trat er erfolgreich beim ersten Montreux Jazz Festival auf. Im selben Jahr gastierte er mit dem Quintett von Erik Lindström auf dem Jazz Festival in Tallinn 1967. Mit eigener Band begleitete er 1969 die Sängerin Laila Kinnunen („Misty“). Nach seiner Pensionierung 2002 war er weiterhin als Jazzpianist tätig. Er ist auch auf Aufnahmen von Otto Donner, Rolf Kronqvist (The Other Side) und dem Ilkka Karumo–Seppo Terämaa Quintet zu hören.
Weiterhin war Konttinen im Vorstand von Pori Jazz und lange Zeit Programmverantwortlicher beim Festival Kaamosjazz in Tankavaara und Saariselkä. Von 1969 bis 1974 war er Geschäftsführer und später Präsident der Finnischen Jazzliga; zuletzt war er ihr Ehrenpräsident. Er engagierte sich zudem aktiv in der Internationalen Jazzföderation, zu deren Gründern er gehörte.

## Schriften
- Finnish Jazz Finnish Music Information Centre, Helsinki 1982 (erste Auflage 1974)